# Albrycht Radziwiłł (ur. 1717)
Albrycht Radziwiłł herbu Trąby (ur. 25 marca 1717 w Dziatławie, zm. po 1790 w Hłusku) – starosta rzeczycki, marszałek Trybunału Głównego Wielkiego Księstwa Litewskiego w 1750 roku.
W 1735 roku podpisał uchwałę Rady Generalnej konfederacji warszawskiej. Poseł powiatu nowogródzkiego na sejm nadzwyczajny pacyfikacyjny 1736 roku.